# Dipterocarpus fusiformis
Espèce
Classification phylogénétique
Statut de conservation UICN

 EN  : En danger
Dipterocarpus  fusiformis est un grand arbre sempervirent de Bornéo, appartenant à la famille des Diptérocarpacées.

## Répartition
Endémique aux forêts primaires du Kalimantan

## Préservation
En danger critique de disparition du fait de la déforestation.